# Sumpvitmossa
Sumpvitmossa (Sphagnum palustre) är en bladmossart som beskrevs av Carl von Linné 1753. Enligt Catalogue of Life ingår Sumpvitmossa i släktet vitmossor och familjen Sphagnaceae, men enligt Dyntaxa är tillhörigheten istället släktet vitmossor och familjen Sphagnaceae. Arten är reproducerande i Sverige. Inga underarter finns listade i Catalogue of Life.

## Bildgalleri

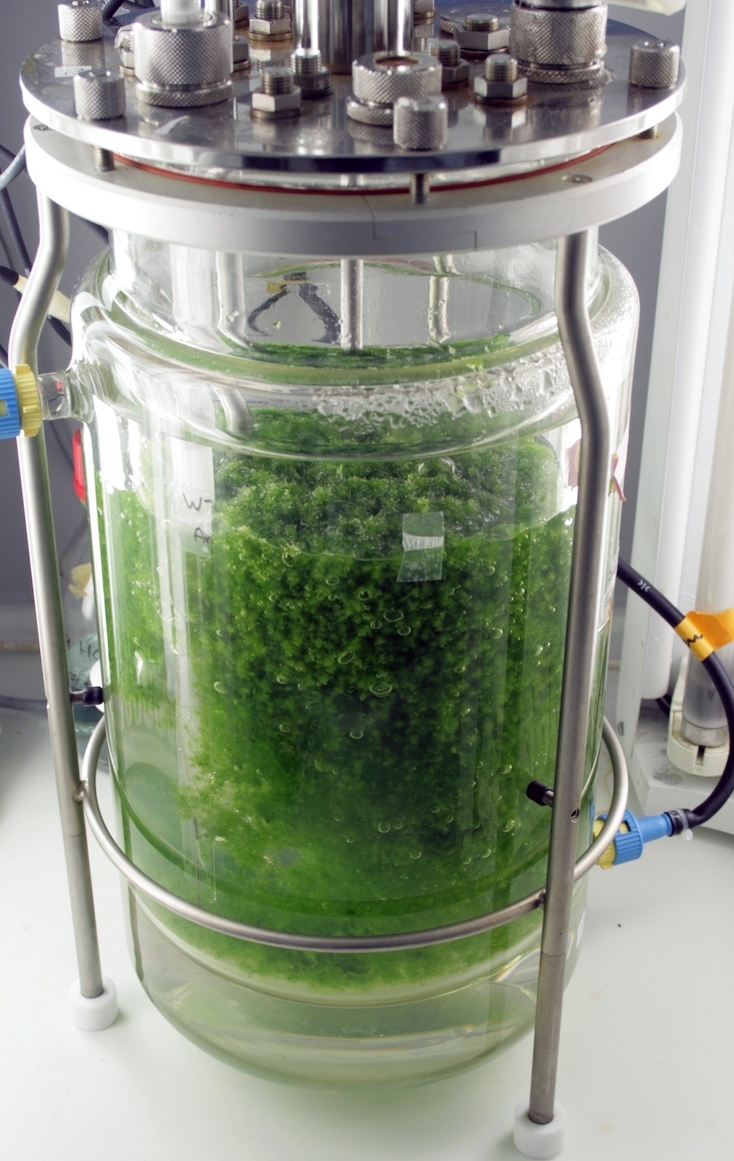
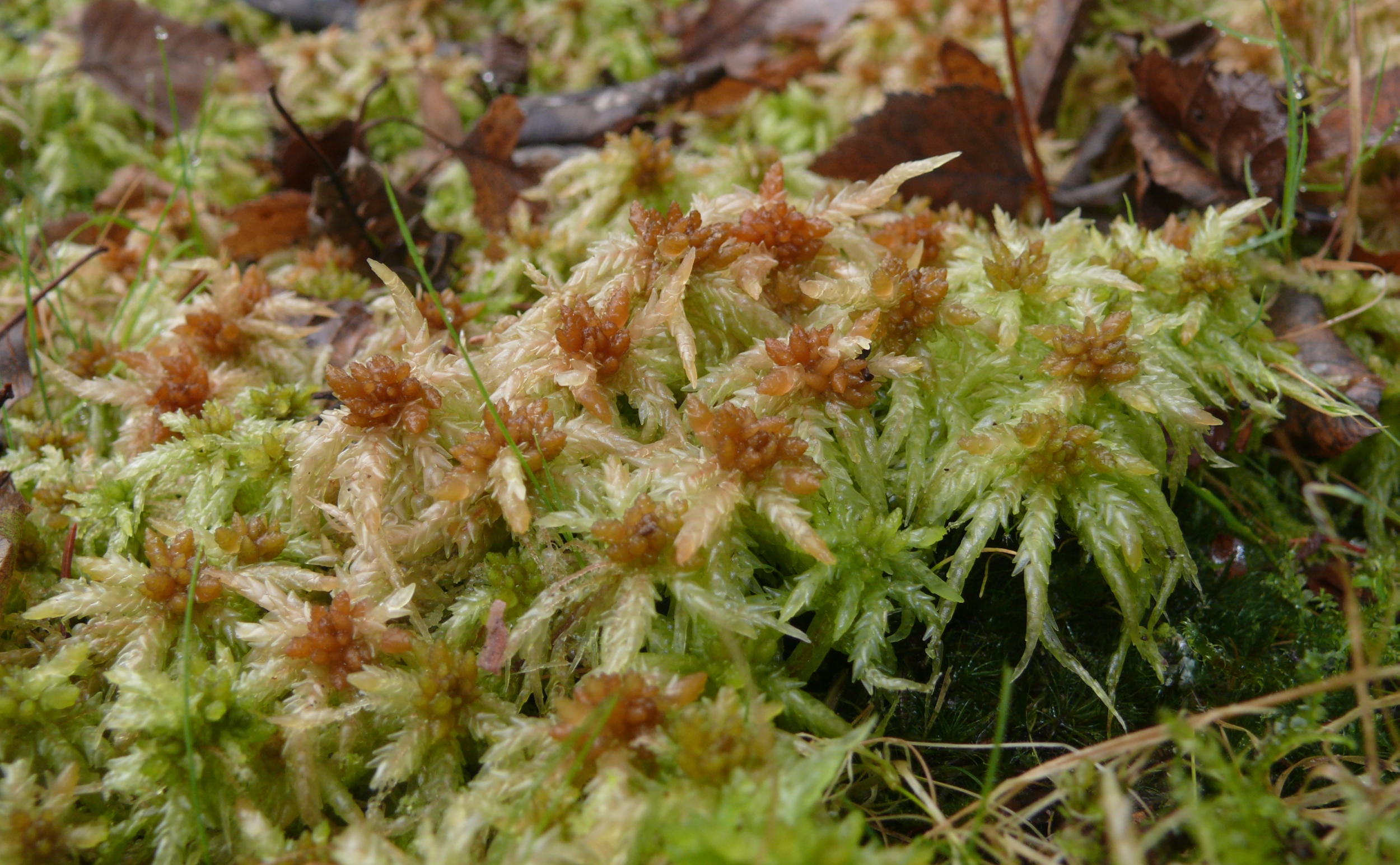
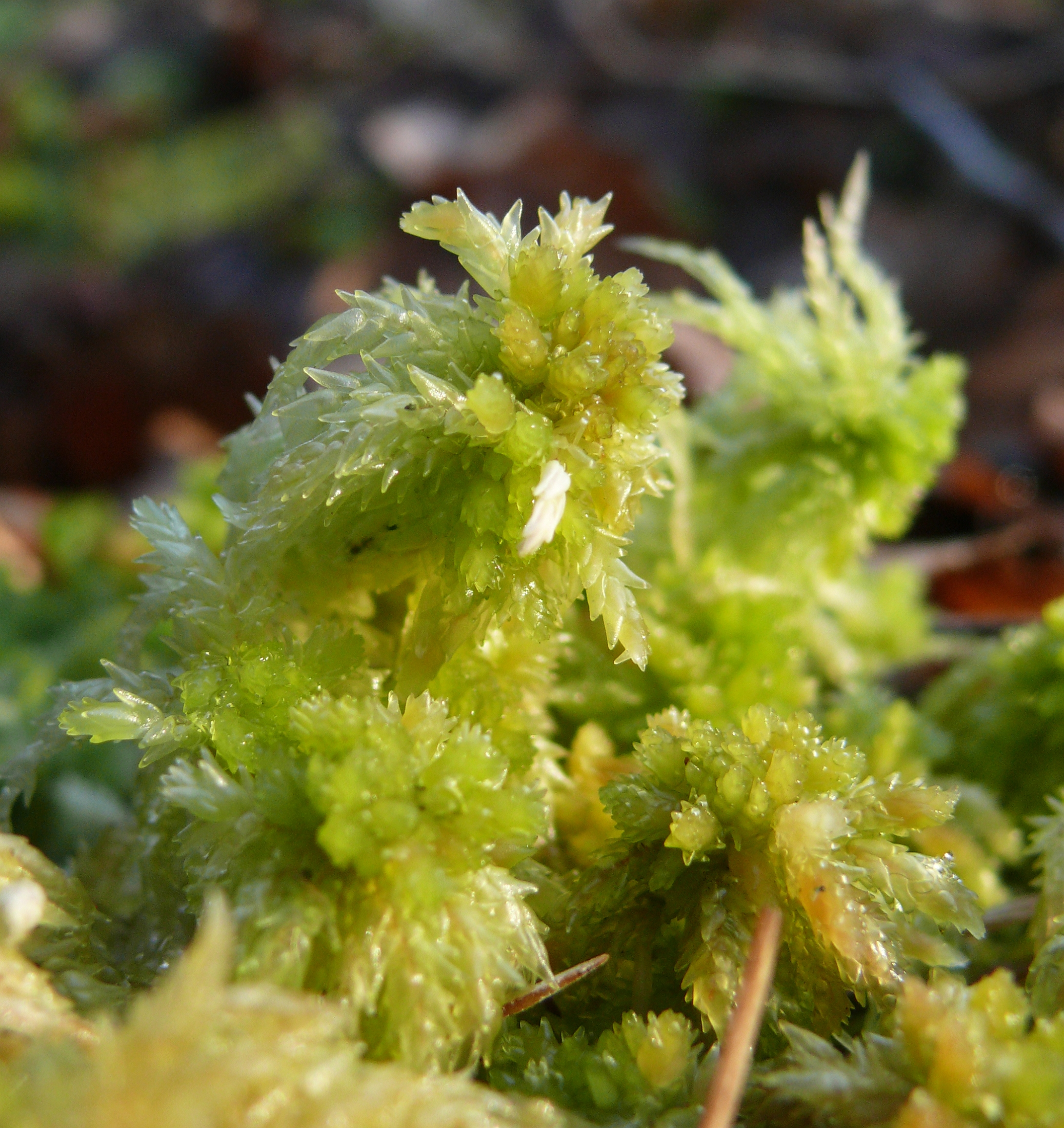
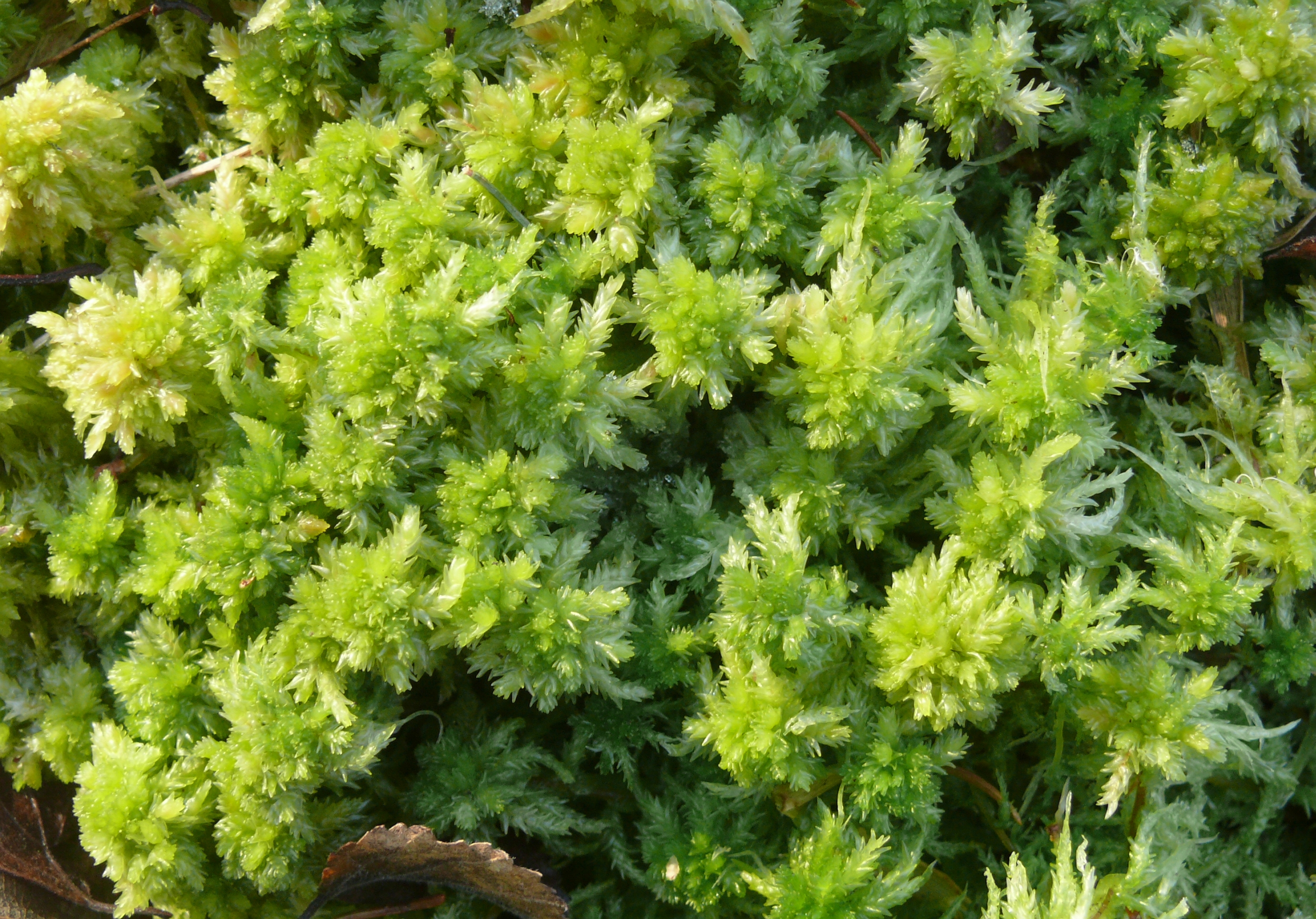
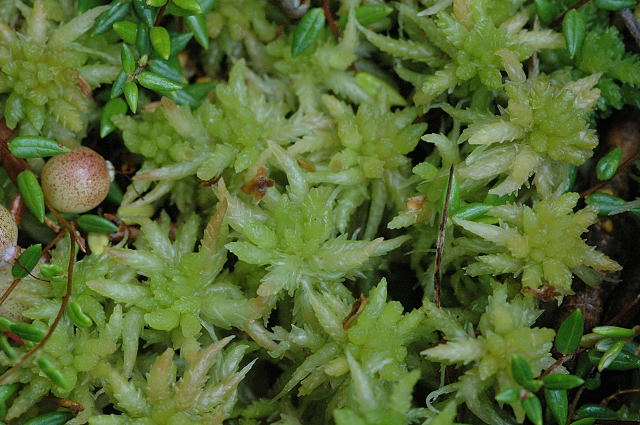
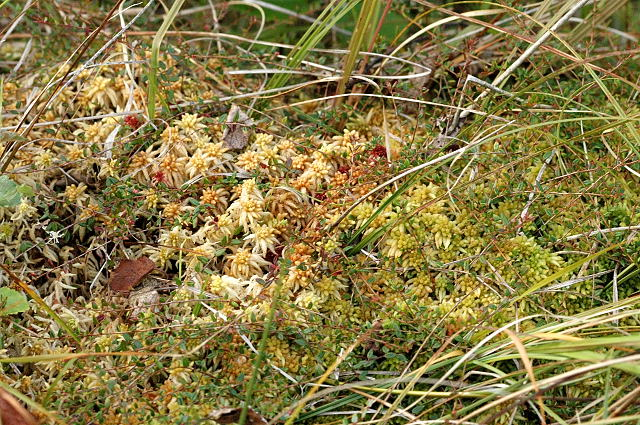